# Плавуча АЕС «Академік Ломоносов»
«Академік Ломоносов» — російська плавуча атомна теплоелектростанція (ПАТЕС), розроблена ДКБМ ім. Афрікантова. Належить до класу малих АЕС, створених для постачання електроенергії до віддалених районів з децентралізованим електропостачанням і дорогим паливом. Також ПАТЕС можуть бути використані у складі водоопріснювальних комплексів. Розпочала свою роботу у грудні 2019 року в порту м. Певек Чукотського автономного округу.

## Технічні характеристики
Плавуча АЕС складається з гладкопалубного несамохідного судна довжиною 144 метри, шириною 30 метрів, водотоннажністю 21,5 тисячі тонн.
Екіпаж на борту судна — 300 людей (ротація кожні чотири місяці).
Енергоблок обладнаний двома реакторними установками типу КЛТ-40С, аналогічні реактори використовуються на атомних криголамах. Зокрема, такі ж реактори встановлені на російських криголамах «Севморпуть», «Таймыр». За дизайном, на носі судна розміщений люк, через який реактори підключають до енергосистеми.
Електрична потужність станції — 70 МВт.
Термін служби енергоблоку — 35-40 років.
Запаси урану — судно завантажують ураном на 12 років експлуатації.
Опріснення — виробляє до 240 тис. м³ прісної води щоденно.

### Захисна оболонка реакторів
Дві реакторні установки криголамного типу КЛТ-40С, здатні виробляти 35 МВт кожна, працюють не на високозбагаченому урані, а на паливних стрижнях з вмістом 20 % урану-235.
Компанія виробник провела симуляцію землетрусу магнітудою 10 балів, щоб запобігти катастрофі, якщо цунамі почне загрожувати викинути «Академіка Ломоносова» на берег.
Компанія «ОКБМ Африкантов» розробила захисну оболонку для запобігання витоку радіоактивного матеріалу при розплаві активної зони.
Через цю систему захисної оболонки АЕС, будівництво якої почалося ще в 2007 році, була готова не в 2010 році, як планувалося, а тільки в 2018. Захист «Академіка Ломоносова» відрізняється від системи Mark I, яка не змогла запобігти катастрофі на Фукусімі після цунамі, в тому числі і тим, що для охолодження реактора і запобігання розплаву активної зони їй не потрібно затоплення.
Російська система об'єднує в собі активну насосну екстрену систему охолодження з пасивною концепцією безпеки, при якій енергія реактора відводиться через парогенератор, коли відмовляють всі насоси.

## Будівництво
Будівництво першого плавучого енергоблока почалося 2007 року на ПО «ПівденьМаш», наступного, 2008, року проект було передано ВАТ «Балтійський завод», що у Санкт-Петербурзі. Згодом, заявляють розробники, термін будівництва плавучих станцій становитиме чотири роки.

### Транспортування
У квітні 2018 року плавучий енергоблок був спущений на воду. Судно буксиром прийшло до міста Мурманськ, на майданчик «Атомфлоту». В липні розпочалося завантаження ядерного палива, роботи відбулися на майданчику у Мурманську.
У середині вересня 2019 року «Академік Ломоносов» Південним морським шляхом доставлений до місця роботи в місті Певек Чукотського автономного округу, планується його підключений до берегової інфраструктури, що будується у порті міста Певек із жовтня 2016 року. У Росатомі кажуть, що електрика, яка генерується плаваючою електростанцією, надійде в чукотські селища, на шахти і на морські газо- і нафтовидобувні платформи. Таким чином «Академік Ломоносов» став найбільш північною атомною електростанцією на планеті.
Відповідно до графіка будівництва, термін введення плавучої станції в експлуатацію запланований на 2019 рік. Планується, що «Академік Ломоносов» замінить Білібінську АЕС та Чаунську ТЕЦ, що будуть виведені з експлуатації у 2019—2020 роках.

### Запуск реактора
Протягом осені 2018 року продовжувався процес завантаження ядерного палива до реакторних установок плавучого енергоблока. 2 листопада 2018 року пройшов фізичний запуск реакторної установки правого борта плавучого енергоблока. Запуск вивів установку на мінімально контрольований рівень потужності. У червні 2019 року концерн «Росенергоатом» отримав ліцензію на експлуатацію ядерної установки плавучого енергоблока. Термін дії ліцензії складає 10 років — до 2029 року включно.
Наступним етапом експлуатації плавучої АЕС були комплексні випробування, що завершились у першому півріччі 2019 року.
Плавуча АЕС почала працювати в порту м. Певек Чукотського автономного округу 18 грудня 2019 року.

## Промислова експлуатація
22 травня 2020 року плавучу атомну теплоелектростанцію введено в промислову експлуатацію.
Перші кіловати ПАТЕС видала в ізольовану мережу Чаун-Білібінського енерговузла на Чукотці в грудні 2019 року. Вона стала 11-ю експлуатованою атомною станцією в Росії та найпівнічнішою у світі.
ПАТЕС з моменту запуску видала в мережу 47,3 мільйона кіловат-годин електроенергії та забезпечує 20 % потреб Чаун-Білібінського енерговузла. Після того, як завершать свою роботу енергоблоки Білібінської АЕС, ПАТЕС «Ломоносов» стане основним джерелом електрики на Чукотці.